# Cynthia Carvalho
Cynthia Maria de Carvalho é uma designer gráfica e roteirista brasileira de histórias em quadrinhos, com Ofeliano de Almeida, criou a série Leão Negro.

## Biografia
Cynthia Carvalho criava quadrinhos amadores na infância e na adolescência, em 1979, aos 16 anos, criou o protótipo de Leão Negro, inicialmente, Othan, o Leão Negro, inspirado no próprio pai de Cynthia, era um coadjuvante de "Espadas e Garras", cuja personagem principal era a leoa Shebba, que teve o nome mudado para Tchí, com quem Othan teria um filho, Kasdhan. Em 1987, O desenhista  Ofeliano de Almeida, se inscreveu em um concurso de tiras realizado pelo jornal carioca O Globo, Ofeliano havia planejado uma tira de humor, porém resolveu investir num projeto de tira de aventura, logo convence Cynthia a escrever a tira baseada na história dos leões antropomorfizado. Além de Leão Negro, escreveu alguns roteiros e arte-finalizou outros quadrinhos de romance, ficção científica, humor e eróticos para editoras de São Paulo.
Em 1990, a dupla assina com a editora portuguesa Meribérica, está publica os arcos de história O Reencontro e O Filhote na revista Selecções BD e num álbum colorido chamado O Filhote. Em 1996, a dupla publica a história inédita Magala nas páginas da antologia Brasilian Heavy Metal, álbum com autores brasileiros baseado na revista Heavy Metal. Em 1997, publicam nos três números da revista de RPG de mesa Saga da Editora Escala. Em 2003 é lançado o site oficial do Leão Negro, no ano seguinte são lançados quatro álbuns independentes trazendo histórias publicados no jornal O Globo e a história Magala, que também esteve disponibilizada no site da Editora Nona Arte, os álbuns são vendidos através do site oficial da série, os leitores também puderam comprar o álbum O Filhote da Meribérica, diferente de O Filhote, todos os demais álbuns foram publicados em preto e branco, a dupla optou por não publicar o primeiro arco publicado em O Globo, por não gostarem do resultado de tantas intervenções. Em 2008, Cynthia assina contrato com a estreante HQM Editora, essa inicia a publicação de duas séries de álbuns novamente em preto e branco: A série origens trazendo as republicações anteriores e uma história inédita Questão pessoal, história disponibilizada para download no site oficial juntamente com Magala, Questão Pessoal foi desenhada por Danusko Campos, um artista com influência dos quadrinhos japoneses, Danusko substituiu Ofeliano, que atualmente trabalha na elaboração de storyboards para cinema e televisão. A nova série teve histórias inéditas desenhadas por André Mendes e Danusko Campos, Em 2009, Cynthia lança a graphic novel independente A Vestal desenhada por André Leal, a história se passa na mesma época da Nova série 
publicada pela HQM. No ano seguinte, são disponibilizados no site oficial, contos do Leão Negro, primeira inciativa em prosa da série. No mesmo, são publicados novos álbuns pela HQM: O Filhote e Leão Negro – Volume 3: Histórias de Família, logo depois, Cynthia usa novamente seu site oficial para vender os álbuns Nalabar (da nova série) e o terceiro álbum da série Origens: Terra Polares. Em 2012, publica o livro Contos Sangrentos - Histórias do Universo do Leão Negro pela editora Agbooks, uma editora sob demanda, no ano seguinte, publica novamente o álbum A Vestal pela editora Clube dos Autores, uma editora parceira da Agbooks, no mesmo ano, a HQM volta a publica a série com o lançamento de quatro álbuns simultâneos:-Leão Negro – Série Origens – Vol.3: Terras Polares, Leão Negro – Série Origens – Vol.4: A Pantera, Leão Negro – Série Origens – Vol.5: Fêmeas e Leão Negro – Vol.4: Nabalar.